# Piotr Kaltenberg
Piotr Kaltenberg (ur. 21 lutego 1908 w Horyniu, zm. 1 kwietnia 1983 w Warszawie) – polski ekonomista.

## Życiorys
Urodził się w rodzinie Henryka i Pauliny z domu Berndt (1872–1953). Starsza siostra - Alicja Henryka po mężu Abczyńska (1900–1982), była sanitariuszką w powstaniu warszawskim, ps. „Ciocia”, „Stasia”. W 1928 ukończył gimnazjum w Równem i wyjechał do Warszawy, gdzie rozpoczął studia w Wyższej Szkole Handlowej. W 1933 obronił pod kierunkiem prof. Ludwika Krzywickiego pracę dyplomową i otrzymał pracę w Ministerstwie Rolnictwa i Refom Rolnych, gdzie wkrótce awansował na radcę ministerialnego. 
Po wybuchu II wojny światowej brał udział w kampanii wrześniowej, a po jej upadku pracując w Społem brał udział w konspiracyjnym nauczaniu ekonomii. Jego słuchaczami byli członkowie Szarych Szeregów oraz działacze Społem. W powstaniu warszawskim walczył jako żołnierz Armii Krajowej, ps. „Luty”, w szeregach Kompanii Rudego, w Baonie „Zośka”. Brał udział w walkach na Woli i w Śródmieściu, jego oddział przebił się do Śródmieścia przez Ogród Saski, a on sam został wówczas ciężko ranny. Po upadku walk i kapitulacji powstańców dostał się do niewoli (nr jeniecki 299244) i był więziony w Stalagu IV B Zeithaim (podobóz Stalagu IV-B Mühlberg), przez całe powstanie prowadził dziennik, który przetrwał wojnę i został w późniejszych latach opublikowany. 
Po zakończeniu wojny powrócił do Warszawy i kontynuował pracę w Społem. Otrzymał i przyjął propozycję pracy w Komitecie Ekonomicznym Rady Ministrów a następnie w departamencie Centralnego Urzędu Planowania. Był współorganizatorem i wicedyrektorem Instytutu Ekonomiki Rolnej, w 1958 został powołany na stanowisko wicedyrektora Najwyższej Izby Kontroli i zajmował je do przejścia w stan spoczynku w 1974. Poza pracą w organach państwowych równolegle zajmował się publicystyką, był autorem felietonów, artykułów prasowych na tematy społeczno-ekonomiczne. Współredagował „Gospodarkę Narodową”, „Spółdzielczy Przegląd Naukowy”, „Życie Nauki” oraz „Życie Szkoły Wyższej”, ponadto należał do zarządu głównego Polskiego Towarzystwa Ekonomicznego. 
Zmarł w Warszawie, spoczywa w grobie rodzinnym na cmentarzu ewangelicko-augsburskim (sektor AL31-1-4).

## Ordery i odznaczenia
- Krzyż Kawalerski Orderu Odrodzenia Polski
- Krzyż Srebrny Orderu Virtuti Militari
- Krzyż Walecznych[1]
- Krzyż Partyzancki
- Warszawski Krzyż Powstańczym
- Srebrny Krzyż Zasługi
- Medal 10-lecia Polski Ludowej (15 stycznia 1955)[4]
- Odznaka Żołnierzy Baonu Zośka
- Złota Odznaka Polskiego Towarzystwa Ekonomicznego